# Johann Michael Steiner
Johann Michael Steiner (auch Michael Steiner; * 6. September 1746 in Mindelheim; † 1. Juli 1808 in München) war ein deutscher römisch-katholischer Geistlicher, Lehrer und Schulrat.

## Leben
Steiner besuchte die Grund- und Lateinschule. 1762 trat er in das Jesuitenkolleg Landsberg am Lech ein und absolvierte dort sein Noviziat. Nach absolviertem Studium bei den Jesuiten und der Erlangung des Magistergrads lehrte er die Humaniora am Jesuitenkolleg Ingolstadt sowie am Jesuitenkolleg Regensburg. Nach der Auflösung des Jesuitenordens 1773 wurde er 1774 zum Priester geweiht. Von 1774 bis 1780 lehrte er als Gymnasiallehrer Grammatik und Rhetorik am Münchner Gymnasium. Anschließend war er als Hauslehrer tätig.
Steiner wurde am 22. März 1791 zum Inspektor des deutschen Schulfonds-Bücher-Verlags ernannt. Dort blieb er bis 1806. Daneben wurde er 1795 Rektor der deutschen Stadtschulen in München. Außerdem kam er 1798 zur männlichen Feiertags-Schulcommission. Im Jahre 1799 erfolgte die Ernennung zum Schuldeputationsrat, 1802 zum Generalschuldirektionsrat, 1805 zum Landesdirektionsrat und schließlich nach der Auflösung der Landesdirektion zum königlich bayerischen Schulrat. 1808 verstarb er im Amt.
Steiner machte sich um die Organisation und Leitung des Elementarschulwesens verdient. Zudem geht auf ihn die Gründung einer Lithographische Anstalt zurück, die gute Kupferstiche und Lithographien für den Schulunterricht und für Erbauungsbücher herstellen sollte.

## Publikationen (Auswahl)
- Rede über die schlechten Schulgebäude, als einem Haupthindernisse des teutschen Schulwesens, Zangl, München 1796.
- Anfangsgründe der lateinischen Sprache, durch Beyspiele erläutert, und nach Bröder, Scheller u. a. zum Gebrauch der studierenden Jugend in Baiern bearbeitet, Oettel, München 1797.
- Rede, wie weit ist der Vorwurf gegründet: Kinder, welche in die öffentliche Schule gehen, sehen und lernen in denselben Unarten, Lang, München 1797.
- Rede, wie können gute Gesinnungen für das Schulwesen in That übergehen?, Zangl, München 1799.
- Rede über die Frage: ob der Beyfall ein entscheidender Beweis von dem Werth des Predigers sey, als die Gesellschaft des Churfürstl. akademischen Predigerinstituts die Preise austheilte, gehalten, Strobel, München 1780.
- Von dem Werthe der Heute zu vertheilenden Preise, und von dem Verdienst, wodurch man sich selbe verschaffen muste, Zängel, München 1801.